# Gimiboszi
A Gimiboszi (eredeti cím: Election) 1999-ben bemutatott amerikai filmvígjáték Alexander Payne rendezésében. A film forgatókönyve Tom Perrotta 1998-as, Election című  regénye alapján készült.

## Cselekmény
|  | Alább a cselekmény részletei következnek! |

Jim McAllister középiskolai tanár a nebraskai Omahában. Legjobb barátja és munkatársa, Dave Novotny egy diákjával, Tracyvel jár titokban. Mikor a kapcsolatuk kiderül, Dave-t kirúgják és a felesége is elhagyja. A stréber Tracy úgy dönt, elindul a választáson, hogy a diákönkormányzat elnöke lehessen. Jim, hogy megbosszulja barátja kirúgását, ráveszi a jóképű, ám naiv és kissé korlátolt focistát, Pault, induljon el Tracy ellen. Paul rendkívül udvarias és népszerű az iskolában.
Eközben Paul testvérével, a leszbikus Tammyvel szakít a barátnője, Lisa, aki csak kísérletezett a leszbikussággal és röviddel utána összejön Paullal. A sértődött Tammy elhatározza, ő is elindul a választáson a bátyja ellen. Egy iskolai gyűlésen a jelöltek a végső kampánybeszédeiket tartják. Tracyt csak kevesen tapsolják meg, Paul viszont meleg fogadást kap (annak ellenére, hogy egy hiányos és félbeszakadt beszédet mondott). A lázadó Tammy megígéri, hogy ha megválasztják, feloszlatja az egész diákönkormányzatot, mire a terem tapsviharban tör ki. Felforgató beszéde miatt Tammyt kizárták a választásból és a nevét eltávolították a szavazólapról.
Egyik nap, amikor Tracy sokáig bennmarad az iskolában, meg akarja javítani elszakadt plakátját, de véletlenül még jobban eltépi, ezért dühében leszakítja Paul összes választási plakátját, és a keletkezett szemetet egy közeli kukába teszi, azonban Tammy ezt meglátja. Jim Tracyt vádolja a plakátok eltávolításával, de az elvont gondolkodású Tammy magára vállalja az esetet, amiért kirúgják az iskolából. A választás előtti napon Jim meglátogatja Lindát, hogy segítsen neki a házimunkában, majd váratlanul megcsókolja a nőt. Linda ráveszi Jimet, béreljen ki egy motelszobát, hogy iskola után ott találkozzanak szerelmi légyottra, de a nő nem megy el a motelbe. Amikor Jim átmegy Lindához, egy méh megcsípi, ami súlyos allergiás reakciót okoz és Jim szeme csúnyán megduzzad. Jim később hazatér, ahol megtalálja Lindát és feleségét. Linda elmondta Jim feleségének, mi történt, ezért Jimet kidobja a felesége, a férfi a kocsijában alszik.
A választás napján Jim lesz a szavazatszámlálás elnöke. A szavazások számlálását néhány diák végzi. Tracy egyetlen szavazattal nyer. Ironikus módon Tracy azért nyer, mert Paul úgy érezte, nem tisztességes saját magára szavazni, ezért beikszelte Tracyt, ellenben Tracy magára szavazott. Jimet feldühíti Tracy győzelme, ezért Tracy két szavazatát a kukába dobja és Pault nevezik ki győztesnek. A takarító a kukában megtalálja az eldobott szavazatokat és újra Tracy lesz a nyertes, Jim pedig kénytelen lemondani. Jimet kidobja a felesége a házból, ezért New Yorkba költözik, ahol az Amerikai Természettudományi Múzeumban lesz tárlatvezető. Jim évekkel később meglátja Tracyt Washingtonban egy politikus limuzinjában, ezért dühében megdobja a kocsit az üdítőjével és elmenekül a helyszínről.
A film azzal zárul, hogy Jim középiskolai diákokkal beszélget, de nem hajlandó a kérdésére válaszolni akaró stréber lányt választani, aki Tracyre emlékezteti.
|  | Itt a vége a cselekmény részletezésének! |

## Szereplők
| Szereplő             | Színész           | Magyar hang         |
| -------------------- | ----------------- | ------------------- |
| Jim McAllister       | Matthew Broderick | Epres Attila        |
| Tracy Flick          | Reese Witherspoon | Majsai-Nyilas Tünde |
| Paul Metzler         | Chris Klein       | Markovics Tamás     |
| Walt Hendricks       | Phil Reeves       | Dobránszky Zoltán   |
| Dave Novotny         | Mark Harelik      | Laklóth Aladár      |
| Linda Novotny        | Delaney Driscoll  | Kéri Kitty          |
| Diane McAllister     | Molly Hagan       | Závodszky Noémi     |
| Eric, Tracy segítője | David Wenzel      | Petrik Péter        |
| Judith R. Flick      | Colleen Camp      | Keönch Anna         |
| Tammy Metzler        | Jessica Campbell  | Nemes Takách Kata   |
| Lisa Flanagan        | Frankie Ingrassia | Simonyi Piroska     |
| Moteltulajdonos      | James Devney      | Kárpáti Tibor       |

## Fordítás
- Ez a szócikk részben vagy egészben  az   Election (1999 film) című angol Wikipédia-szócikk fordításán alapul.  Az eredeti cikk szerkesztőit annak laptörténete sorolja fel. Ez a jelzés csupán a megfogalmazás eredetét és a szerzői jogokat jelzi, nem szolgál a cikkben szereplő információk forrásmegjelöléseként.